# International Standard Name Identifier
Der 16 Ziffern lange International Standard Name Identifier (ISNI) identifiziert die öffentliche Identität von Personen (public identity of parties), die schöpferisch tätig sind; diese Personen müssen nicht Autoren sein. Eine natürliche Person kann mehrere Identitäten haben und somit verschiedene ISNI-Identifikatoren erhalten. Er wurde von der Internationalen Organisation für Normung als ISO 27729 entwickelt und steht seit 2012 zur Verfügung. Auf der Homepage von ISNI sind die bereits vergebenen ISNI-Identifikatoren recherchierbar.

## Struktur der Identifikatoren
Die letzte Ziffer eines ISNI-Identifikators ist eine Prüfziffer, ermittelt nach dem Verfahren ISO/IEC 7064, MOD 11-2, kann also die Werte „0-9X“ annehmen. Beispiel: ISNI 0000 0001 2281 955X = Albert Einstein.
Die Struktur der ORCID-Identifikatoren ist kompatibel zur Internationalen Norm ISO 27729.

## Beschriebene Objekte
ISNI will die bestehenden anderen Identifikator-Systeme nicht ersetzen, sondern durch eine Brückenfunktion besser handhabbar machen; insofern ähnelt ISNI dem Virtual International Authority File (VIAF).
Was mit der öffentlichen Identität natürlicher Personen gemeint ist, legt die Norm nicht ausdrücklich fest. Zu verschiedenen Identitäten einer natürlichen Person können verschiedene Pseudonyme gehören, hingegen begründen reine Schreibvarianten keine neue Identität.
Der ISNI wird auch für Organisationen vergeben. Werden Organisationen geteilt oder zusammengelegt, begründet dies einen neuen Identifikator. Bei einer reinen Änderung der Aufgaben oder des Tätigkeitsfeldes wird der Identifikator nicht geändert.

## Mit der Verwaltung befasste Organisationen

### Registration Authority (RA)
Laut der Internationalen Organisation für Normung (ISO) ist die „Registration Authority“ für ISO 27729:2012 die „ISNI International Agency“ (ISNI-IA) mit Sitz in London (c/o EDItEUR). Sie ist inkorporiert nach dem Companies Act 2006 als eine private company limited by guarantee. Diese „UK registered, not-for-profit company“ wurde gegründet von:
- Confédération Internationale des Sociétés d’Auteurs et Compositeurs (CISAC)
- Conference of European National Librarians (CENL)
- International Federation of Reproduction Rights Organisations (IFRRO)
- International Performers Database Association (IPDA)
- Online Computer Library Center (OCLC)
- ProQuest

### Liste der Registration Agencies (RAGs)
| Institution / Firma                                                     | Seit       | Land                   |
| ----------------------------------------------------------------------- | ---------- | ---------------------- |
| Biblioteca Nacional de España (BNE)                                     |            | Spanien                |
| Bibliothèque nationale de France (BnF)                                  | 2014       | Frankreich             |
| Bibliothèque nationale de Luxembourg (BnL)                              |            | Luxemburg              |
| British Library (BL)                                                    |            | Vereinigtes Königreich |
| Casalini Libri                                                          |            |                        |
| China Knowledge Centre for Engineering Sciences and Technology (CKCEST) |            |                        |
| Consolidated Independent (CI)                                           |            |                        |
| Electre                                                                 |            |                        |
| Identification Agency (IDA)                                             |            | Russland               |
| Koninklijke Bibliotheek                                                 |            | Niederlande            |
| Kültür ve Turizm Bakanliği                                              |            | Türkei                 |
| Marketing- und Verlagsservice des Buchhandels GmbH                      | 2020-01-01 | Deutschland            |
| National Assembly Library of Korea                                      |            | Südkorea               |
| Koreanische Nationalbibliothek                                          |            | Südkorea               |
| Biblioteka Narodowa                                                     |            | Polen                  |
| Numerical Gurus                                                         |            |                        |
| Program for Cooperative Cataloging (PCC)                                |            |                        |
| Ringgold                                                                | 2012       | Vereinigtes Königreich |
| Soundways                                                               |            |                        |
| YouTube                                                                 | 2018       | USA                    |

## Benutzung
Von 4,5 Millionen „GND-Personen“ (individualisierte Datensätze der Gemeinsamen Normdatei) im Jahr 2018 haben 2 Millionen einen ISNI. Im Rahmen des Projektes GND4P sollen alle Personen-GND mit einem ISNI verknüpft werden.

## Registrierung
Die Registrierung eines ISNI ist teils gegen Entgelt, teils entgeltfrei, möglich. Bei der Britisch Library kostete ein Eintrag 5,00 GBP, bei der MVB GmbH ist es für 5,00 Euro möglich. Die Organisation „Sound Credit“ bietet im Rahmen der Benutzerkontoerstellung die entgeltfreie Erstellung eines ISNI an.